# Sepia carinata
Sepia carinata е вид главоного от семейство Sepiidae.

## Разпространение и местообитание
Видът е разпространен във Виетнам, Китай (Гуандун, Гуанси, Джъдзян, Дзянсу, Ляонин, Пекин, Фудзиен, Хайнан, Хубей, Шандун и Шанхай), Провинции в КНР, Северна Корея, Тайван, Южна Корея и Япония (Кюшу, Хоншу и Шикоку).
Обитава океани и морета. Среща се на дълбочина от 128 до 161 m.